# Immortal
Pour les articles homonymes, voir Immortal (homonymie).
Immortal est un groupe de black metal norvégien originaire de Bergen. Fondé en 1990 par Abbath et Demonaz Doom Occulta, Immortal recense plusieurs albums devenus des références dans la scène musicale black metal, il est d'ailleurs l'un des groupes les plus connus au monde dans ce style.
Après avoir sorti trois albums, Immortal a finalement trouvé un batteur permanent, Horgh, et c'est avec lui qu'est produit  le quatrième album, Blizzard Beasts. Peu après, Demonaz doit quitter le groupe à cause d'une tendinite au bras et est remplacé par Abbath à la guitare. Le groupe composé seulement d'Abbath et de Horgh sort son cinquième album, At the Heart of Winter, qui marque un changement significatif dans le style du groupe avec l'introduction d'éléments thrash metal. Dans les mois qui suivent, le bassiste Iscariah rejoint le groupe pour permettre à Abbath de se concentrer seulement sur la guitare.
Après avoir publié Damned In Black en 2000, le dernier album produit avec Osmose Productions, le groupe signe avec Nuclear Blast et produit son septième album, Sons of Northern Darkness, qui grimpe dans le palmarès de plusieurs pays en Europe. Après s'être dissous en 2003, le groupe se réunit en 2007 pour la tournée 7 Dates of Blashyrkh Tour. En 2009, Immortal produit son huitième album, All Shall Fall, avec pour membres Abbath, Horgh et Apollyon d'Aura Noir.
Les clips musicaux du groupe ont fait connaître leur style à l'échelle mondiale. Les images du clip de Call of the Wintermoon furent filmées dans les forêts norvégiennes et sont devenues une référence dans le style.

## Biographie

### Débuts et premiers succès (1990–1995)
Les débuts d'Immortal se retrouvent dans le groupe de black metal de la fin des années 1980 Amputation, projet de Demonaz, dans lequel jouent le batteur Padden et le guitariste Jørn Inge Tunsberg. Amputation produit deux démos : Achieve the Mutilation en 1989 et Slaughtered in the Arms of God en 1990.
Après leur rencontre avec Euronymous de Mayhem ils décident de faire évoluer leurs musique vers le black metal ; Demonaz, Abbath, Tunsberg et Armagedda forment Immortal,,. Le groupe produit sa première démo sans titre en 1991,. Suffocate est le nom qui est souvent donné à cette démo parce que le titre du premier morceau est Suffocate the Masses. Il est souvent cru qu'Immortal a produit une seconde démo intitulée The Northern Upins Death, mais il s'agit de la même démo. En effet, « The Northern Upir's Death » est le nom de l'œuvre utilisée pour la pochette. Après l'enregistrement, le guitariste Tunsberg est renvoyé du groupe.
Immortal attire l'attention du label français Listenable Records qui propose au groupe l'enregistrement d'un 7". Immortal se met au travail et écrit The Cold Winds of Funeral Frost et Unholy Forces of Evil. La première production officielle d'Immortal est l'EP homonyme Immortal édité en octobre 1991 par Listenable Records avec seulement 1 000 exemplaires mis en circulation,. Cet EP attire l'attention d'Osmose Productions avec qui le groupe signe en 1992. Au mois d'avril, Immortal entre au studio Grieghallen de Bergen avec le producteur Eirik Hundvin. En juillet, Diabolical Fullmoon Mysticism, initialement intitulé Battles in the North, est publié chez Osmose Productions,,. Immortal diverge des autres groupes de black metal de l'époque par l'utilisation de guitares acoustiques.
Peu après la sortie de Diabolical Fullmoon Mysticism Armagedda est écarté du groupe et Immortal engage temporairement Kolgrim pour un concert unique à Bergen en décembre 1992. La performance sur scène est enregistrée par une station de télévision locale, mais le groupe est montré d'une manière peu flatteuse. Peu après, Kolgrim est renvoyé pour son manque d'implication,. Deux mois plus tard, alors que le black metal atteint une certaine notoriété en Norvège grâce à des reportages, une chaîne de télévision de Bergen propose au groupe d'enregistrer une entrevue et un vidéo-clip. Le groupe accepte et le vidéo-clip Call of the Wintermoon est enregistré en seulement deux heures dans les forêts de Bergen et est diffusé la même soirée avec l'entrevue. L'année suivante, en 1993, le groupe enregistre son deuxième album, Pure Holocaust, au studio Grieghallen d'Eirik Hundvin, avec seulement Abbath et Demonaz en tant que membres du groupe. Bien que le batteur Erik Brødreskift est présent sur la pochette de l'album, la batterie est en réalité joué par Abbath. Pure Holocaust est composé de huit titres. Du point de vue des textes, Immortal s'écarte des thèmes principaux abordés dans le black metal, surtout concentrés autour du satanisme, abordant plutôt les thèmes de l'hiver et des légendes nordiques comme celle du Blashyrkh, un royaume imaginaire créé par Abbath et Demonaz où règne le « Mighty Ravendark », un corbeau géant.
Battles in the North sort en 1995. Le batteur Hellhammer est recruté pour la tournée qui s'ensuit et apparaît dans les deux clips Blashyrkh (Mighty Ravendark) et Grim and Frostbitten Kingdoms.
Immortal sort l'album Blizzard Beasts en 1997, qui marque l'arrivée d'un nouveau batteur, Horgh, puis sort At the Heart of Winter en 1999 qui les voit être produits au Abyss studio de Peter Tägtgren.

### Dissolution (2000–2003)
Damned in Black, sorti en 2000, est le dernier album en collaboration avec Osmose Productions, signant plus tard un contrat avec Nuclear Blast. C'est avec ce nouveau label qu'Immortal sort son septième album Sons of Northern Darkness, en 2002. Le groupe se sépare en 2003 pour motifs personnels, mais réapparaît en 2006. Le groupe fera la tournée des festivals durant l'année 2007, passant par la 18e édition du Wacken Open Air en août 2007 ainsi que par le Hellfest de Clisson en juin 2007, puis l'année suivante au Graspop Metal Meeting 2008 où leur prestation est intégralement enregistrée et diffusée sur la toile.

### Derniers événements et dissolution (2006–2015)

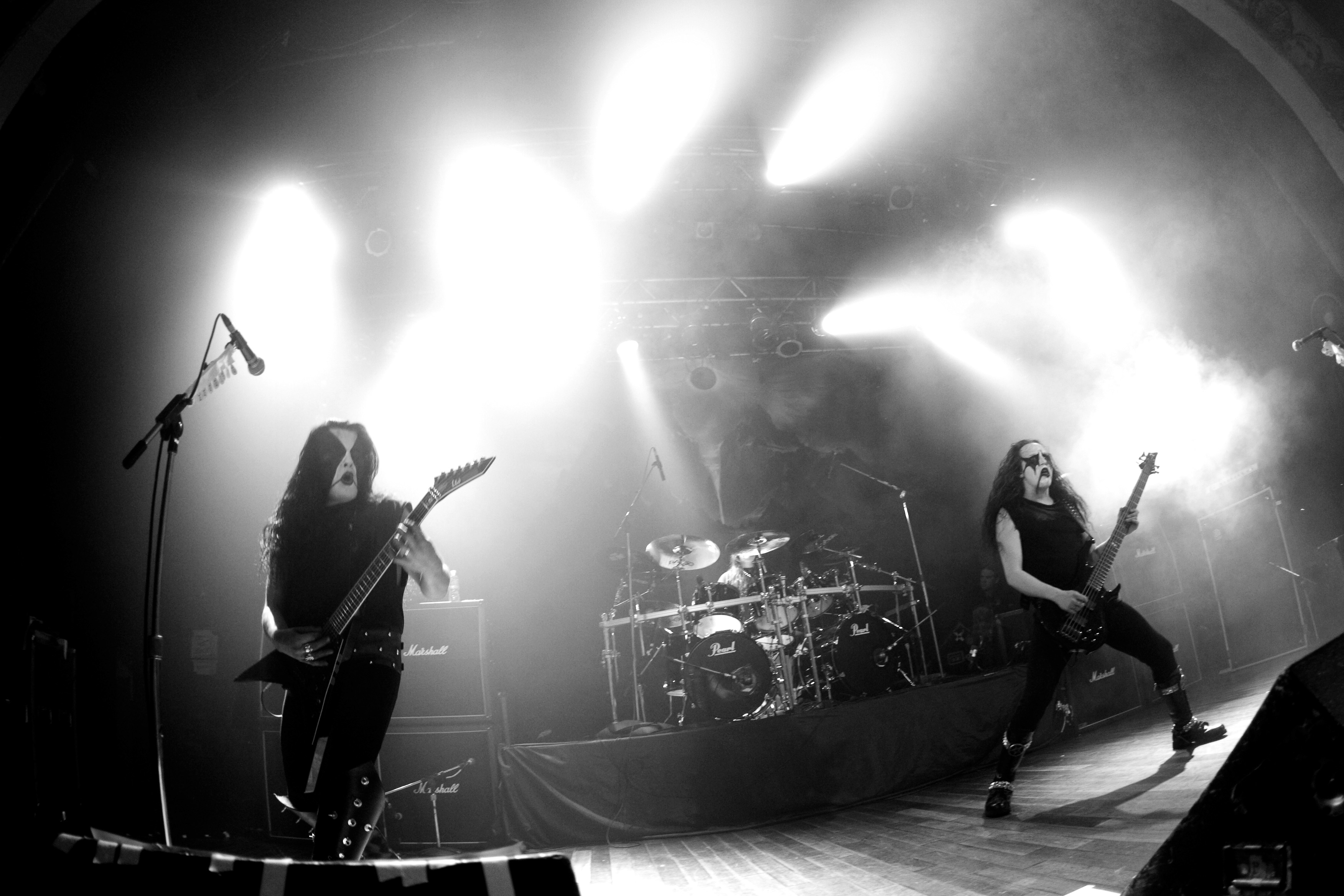
Immortal en concert en 2010

All Shall Fall, le huitième album studio du groupe, sort le 25 septembre 2009 en Europe, et le 6 octobre 2009 en Amérique du Nord. Il est enregistré à l'issue de la tournée qui prit fin en octobre 2007. C'est à nouveau Peter Tägtgren qui est aux manettes de sa production. Le 6 août 2010 sort en Europe un live d'Immortal (le 14 septembre 2010 pour les États-Unis) intitulé The 7th Date of Blashyrkh qui comprend douze morceaux enregistrés lors de la tournée européenne qui précéda la sortie de All Shall Fall. Il est édité en version DVD et CD, les titres sont issus de l'ensemble de la discographie du groupe et sont représentatifs de l'histoire d'Immortal. En mars 2015, Abbath annonce la fin du groupe et débute un projet musical solo.

### Ère post-Abbath (depuis 2016)
Pour autant, les membres restants d'Immortal déclarent rapidement que le groupe demeure actif en dépit du départ de son chanteur et guitariste, et annoncent courant 2016 la sortie imminente d'un nouvel album. Pour l'occasion, Demonaz reprend un rôle de premier plan en remplaçant Abbath au chant et à la guitare.
En 2018, Demonaz et Horgh annoncent sur le site du groupe qu'ils ont terminé leur nouvel album. Demonaz est à la guitare et au chant, Horgh à la batterie et Peter Tägtgren s'occupe de la production et de la basse en studio. Le neuvième album Northern Chaos Gods sort pendant l'été 2018.

## Membres

### Membre actuel
- Demonaz - chant (depuis 2015), guitare (1990-1997 et depuis 2015), paroles (depuis 1990)

### Anciens membres
- Horgh - batterie (1996-2020)
- Abbath - basse (1989-1997), chant (1989-2015), guitare (1997-2015)
- Apollyon - basse (2006-2015)
- Iscariah - basse (1999-2002)
- Armaggeda - batterie (1991-1992)
- Erik Grim - batterie (1993-1994)
- Hellhammer - batterie (1995)
- Jørn Inge Tunsberg - guitare (1991)

## Discographie

### Albums studio
- 1992 : Diabolical Fullmoon Mysticism
- 1993 : Pure Holocaust
- 1995 : Battles in the North
- 1997 : Blizzard Beasts
- 1999 : At the Heart of Winter
- 2000 : Damned in Black
- 2002 : Sons of Northern Darkness
- 2009 : All Shall Fall
- 2018 : Northern Chaos Gods
- 2023 : War against all

### EP, démos et splits
- 1991 : Suffocate / The Northern Upins Death (démo)
- 1991 : Immortal (EP)

## Vidéographie
- 1992 : Call of the Wintermoon (vidéo clip)
- 1995 : Masters of Nebulah Frost (VHS ; vidéoclips de Blashyrk (Migthy Ravendark) et Grim And Frostbitten Kingdoms)
- 2010 : All Shall Fall (vidéo clip)
- 2010 : The Seventh Date of Blashyrkh  (DVD + CD ; enregistrement public au festival Wacken Open Air)